# Stanisław Rehman
Stanisław Rehman (ur. 1838, zm. 1899) – radny miasta Krakowa, mistrz kominiarski, właściciel kawiarń.
Pochodził ze spolonizowanej rodziny niemieckiej, która w 1820 r. przybyłą z Opawy w Morawach do miasta Podgórze (dziś dzielnicy Krakowa). Jego dziadek, Franciszek, właściciel Dworku pod Lipkami przy ul. Jana Zamoyskiego, posiadał koncesję na czyszczenie kominów w całym mieście. Jego ojciec, Franciszek Andrzej, również mistrz kominiarski, był pierwszy naczelnikiem straży pożarnej w Podgórzu. Stanisław Rehman założył w Krakowie restaurację, którą w latach 1862 - 1878, prowadził w Ogrodzie Strzeleckim, oraz kawiarnie w stylu wiedeńskim m.in. na I piętrze Pałacu "Pod Krzysztofory" przy Rynku Głównym 35 oraz w Sukiennicach, która później funkcjonowała jako kawiarnia Jana Noworolskiego. 
W 1885 roku założył park miejski zwany Parkiem Krakowskim.